# Kimio Yamada
Kimio Yamada (山田 規三生?, Yamada Kimio; Osaka, 9 settembre 1972) è un goista giapponese.

## Biografia
Kimio Yamada ha iniziato a giocare a go nella scuola elementare e due anni dopo divenne allievo di Yorimoto Yamashita, con cui divenne VI dan amatoriale. Diventato professionista nel 1989, quell'anno ottenne uno score di 23 vittorie e 6 sconfitte.
Nel 1992 vinse il premio come miglior giovane e l'anno seguente si aggiudicò il suo primo titolo da professionista. Vinse anche l'Oteai in quello stesso anno. Nel 1997 vinse invece il torneo Shinjin-O, riservato ai giovani professioniti. Durante questi anni mantenne una percentuale di vittorie superiore all'80% e infilò anche una striscia di 18 vittorie consecutive, venendo premiato per questo grande risultato. In quell'anno vinse il suo primo titolo major aggiudicandosi l'Ōza contro Ryu Shikun, ma perse il titolo l'anno seguente per mano di O Rissei.
In campo internazionale nel 1999 raggiunse la semifinale della Samsung Cup, ma perse contro Lee Chang-ho, l'anno seguente riuscì ad arrivare in finale, ma perse per 3-1 contro Yoo Chang-hyuk.

## Carriera

### Promozioni
| Grado | Anno |
| ----- | ---- |
| 1 dan | 1989 |
| 2 dan | 1989 |
| 3 dan | 1990 |
| 4 dan | 1991 |
| 5 dan | 1992 |
| 6 dan | 1993 |
| 7 dan | 1995 |
| 8 dan | 2000 |
| 9 dan | 2006 |

### Titoli
| Nazionali           | Nazionali      | Nazionali            |
| Torneo              | Vittorie       | Finalista            |
| ------------------- | -------------- | -------------------- |
| Honinbo             |                | 1 (2006)             |
| Ōza                 | 1 (1997)       | 3 (1998, 2009, 2010) |
| Gosei               |                | 1 (2004)             |
| Ryusei              | 1 (1999)       | 1 (2004)             |
| NHK Cup             | 1 (2010)       |                      |
| Shinjin-O           | 1 (1997)       |                      |
| Hayago Championship |                | 1 (1994)             |
| NEC Shun-Ei         |                | 1 (1996)             |
| Shin-Ei             | 2 (1993, 1998) |                      |
| Totale              | 6              | 8                    |
| Internazionali      |                |                      |
| Samsung Fire Cup    |                | 1 (2000)             |
| Totale              | 0              | 1                    |
| Totale in carriera  |                |                      |
| Totale              | 6              | 9                    |